# فينراي
فينراي Venray  بلدية بمقاطعة ليمبورخ، هولندا.

## طوبوغرافيا
خريطة طوبوغرافية هولندية لبلدية فينراي، ديسمبر 2015، (تقرأ بعد ثلاث نقرات على الخريطة)

## أعلام
- ووت بويلس
- إدوارد لينكينس
- ميشيل كورتنس
- جوي هانسن
- يروين هوفن